# Tintín Márquez
Bartolomé Márquez López, meglio noto come Tintín Márquez (Barcellona, 7 gennaio 1962), è un allenatore di calcio ed ex calciatore spagnolo, di ruolo attaccante.

## Statistiche da allenatore

### Club
Statistiche aggiornate al 24 novembre 2023. In grassetto le competizioni vinte.
| Stagione            | Squadra           | Campionato        | Campionato | Campionato | Campionato | Campionato | Coppe nazionali | Coppe nazionali | Coppe nazionali | Coppe nazionali | Coppe nazionali | Coppe continentali | Coppe continentali | Coppe continentali | Coppe continentali | Coppe continentali | Altre coppe | Altre coppe | Altre coppe | Altre coppe | Altre coppe | Totale | Totale | Totale | Totale | % Vittorie | Piazzamento |
| Stagione            | Squadra           | Comp              | G          | V          | N          | P          | Comp            | G               | V               | N               | P               | Comp               | G                  | V                  | N                  | P                  | Comp        | G           | V           | N           | P           | G      | V      | N      | P      | %          | Piazzamento |
| ------------------- | ----------------- | ----------------- | ---------- | ---------- | ---------- | ---------- | --------------- | --------------- | --------------- | --------------- | --------------- | ------------------ | ------------------ | ------------------ | ------------------ | ------------------ | ----------- | ----------- | ----------- | ----------- | ----------- | ------ | ------ | ------ | ------ | ---------- | ----------- |
| 2002-2003           | Espanyol B        | SDB               | 38         | 15         | 8          | 15         | -               | -               | -               | -               | -               | -                  | -                  | -                  | -                  | -                  | -           | -           | -           | -           | -           | 38     | 15     | 8      | 15     | 39,47      | 10°         |
| 2003-2004           | Espanyol B        | SDB               | 38         | 14         | 9          | 15         | -               | -               | -               | -               | -               | -                  | -                  | -                  | -                  | -                  | -           | -           | -           | -           | -           | 38     | 14     | 9      | 15     | 36,84      | 11°         |
| Totale Espanyol B   | Totale Espanyol B | Totale Espanyol B | 76         | 29         | 17         | 30         |                 | -               | -               | -               | -               |                    | -                  | -                  | -                  | -                  |             | -           | -           | -           | -           | 76     | 29     | 17     | 30     | 38,16      |             |
| lug.-nov. 2008      | Espanyol          | PD                | 13         | 3          | 3          | 7          | CR              | 2               | 1               | 1               | 0               | -                  | -                  | -                  | -                  | -                  | -           | -           | -           | -           | -           | 15     | 4      | 4      | 7      | 26,67      | Eson.       |
| ott. 2009-apr. 2010 | Castellón         | SD                | 24         | 5          | 8          | 11         | CR              | 0               | 0               | 0               | 0               | -                  | -                  | -                  | -                  | -                  | -           | -           | -           | -           | -           | 24     | 5      | 8      | 11     | 20,83      | Sub., Eson. |
| 2012-2013           | Eupen             | CL                | 34         | 12         | 10         | 12         | CB              | 2               | 1               | 1               | 0               | -                  | -                  | -                  | -                  | -                  | -           | -           | -           | -           | -           | 36     | 13     | 11     | 12     | 36,11      | 8°          |
| 2013-2014           | Eupen             | CL                | 34+6       | 22+2       | 8+2        | 4+2        | CB              | 3               | 1               | 1               | 1               | -                  | -                  | -                  | -                  | -                  | -           | -           | -           | -           | -           | 43     | 25     | 11     | 7      | 58,14      | 2°          |
| 2014-mar. 2015      | Eupen             | CL                | 30         | 17         | 6          | 7          | CB              | 3               | 2               | 0               | 1               | -                  | -                  | -                  | -                  | -                  | -           | -           | -           | -           | -           | 33     | 19     | 6      | 8      | 57,58      | Eson.       |
| Totale Eupen        | Totale Eupen      | Totale Eupen      | 98+6       | 51+2       | 24+2       | 23+2       |                 | 8               | 4               | 2               | 2               |                    | -                  | -                  | -                  | -                  |             | -           | -           | -           | -           | 112    | 57     | 28     | 27     | 50,89      |             |
| lug.-ago. 2017      | Sint-Truiden      | D1                | 2          | 1          | 0          | 1          | CB              | 0               | 0               | 0               | 0               | -                  | -                  | -                  | -                  | -                  | -           | -           | -           | -           | -           | 2      | 1      | 0      | 1      | 50,00      | Dimiss.     |
| 2017-2018           | Al-Wakrah         | SD                | 12+1       | 5          | 3          | 4+1        | -               | -               | -               | -               | -               | -                  | -                  | -                  | -                  | -                  | -           | -           | -           | -           | -           | 13     | 5      | 3      | 5      | 38,46      | 2°          |
| 2018-2019           | Al-Wakrah         | SD                | 15         | 10         | 2          | 3          | EQC             | 1               | 0               | 1               | 0               | -                  | -                  | -                  | -                  | -                  | -           | -           | -           | -           | -           | 16     | 10     | 3      | 3      | 62,50      | 1° (prom.)  |
| 2019-2020           | Al-Wakrah         | QSL               | 22         | 7          | 6          | 9          | EQC+CdL         | 2+6             | 0+2             | 2+2             | 0+2             | -                  | -                  | -                  | -                  | -                  | -           | -           | -           | -           | -           | 30     | 9      | 10     | 11     | 30,00      | 6°          |
| 2020-2021           | Al-Wakrah         | QSL               | 22         | 7          | 5          | 10         | EQC+CdL         | 1+7             | 0+3             | 0+3             | 1+1             | -                  | -                  | -                  | -                  | -                  | -           | -           | -           | -           | -           | 30     | 10     | 8      | 12     | 33,33      | 8°          |
| 2021-2022           | Al-Wakrah         | QSL               | 22         | 11         | 4          | 7          | EQC+CdL         | 3+10            | 1+7             | 1+0             | 1+3             | -                  | -                  | -                  | -                  | -                  | -           | -           | -           | -           | -           | 35     | 19     | 5      | 11     | 54,29      | 3°          |
| 2022-2023           | Al-Wakrah         | QSL               | 22         | 11         | 6          | 5          | EQC+CdL         | 1+5             | 0+1             | 1+1             | 0+3             | -                  | -                  | -                  | -                  | -                  | CQ          | 1           | 0           | 0           | 1           | 29     | 12     | 8      | 9      | 41,38      | 4°          |
| lug.-dic. 2023      | Al-Wakrah         | QSL               | 11         | 7          | 3          | 1          | EQC+CdL         | 0+0             | 0+0             | 0+0             | 0+0             | ACL                | 1                  | 0                  | 0                  | 1                  | -           | -           | -           | -           | -           | 12     | 7      | 3      | 2      | 58,33      | Dimiss.     |
| Totale Al-Wakra     | Totale Al-Wakra   | Totale Al-Wakra   | 126+1      | 58         | 29         | 49+1       |                 | 36              | 14              | 11              | 11              |                    | 1                  | 0                  | 0                  | 1                  |             | 1           | 0           | 0           | 1           | 175    | 72     | 40     | 63     | 41,14      |             |
| Totale carriera     | Totale carriera   | Totale carriera   | 346        | 149        | 83         | 124        |                 | 46              | 19              | 14              | 13              |                    | 1                  | 0                  | 0                  | 1                  |             | 1           | 0           | 0           | 1           | 494    | 168    | 97     | 139    | 34,01      |             |

### Nazionale
| Squadra | Naz              | dal             | al               | Record | Record | Record | Record     | Record | Record | Record | Record |
| G       | V                | N               | P                | GF     | GS     | DR     | % Vittorie |        |        |        |        |
| ------- | ---------------- | --------------- | ---------------- | ------ | ------ | ------ | ---------- | ------ | ------ | ------ | ------ |
| Qatar   | Qatar (bandiera) | 6 dicembre 2023 | 10 dicembre 2024 | 19     | 12     | 3      | 4          | 35     | 26     | +9     | 63,16  |
| Totale  | Totale           | Totale          | Totale           | 19     | 12     | 3      | 4          | 35     | 26     | +9     | 63,16  |

### Nazionale qatariota nel dettaglio
Statistiche aggiornate al 10 dicembre 2024.
| gen.-feb. 2024   | Qatar        | Coppa d'Asia 2023   | Vincitore                                               | 7  | 6  | 1 | 0 | 85,71 | 14 | 5  | +9 |
| 2024             | Qatar        | Qual. Mondiale 2026 | Sub., 1º nel girone A, qualificato alla fase successiva | 4  | 3  | 1 | 0 | 75,00 | 7  | 2  | +5 |
| 2024             | Qatar        | Qual. Mondiale 2026 | Esonerato durante la fase                               | 6  | 2  | 1 | 3 | 33,33 | 10 | 17 | -7 |
| Dal 2023 al 2024 | Qatar        | Amichevoli          |                                                         | 2  | 1  | 0 | 1 | 50,00 | 4  | 2  | +2 |
| Totale Qatar     | Totale Qatar | Totale Qatar        | Totale Qatar                                            | 19 | 12 | 3 | 4 | 63,16 | 35 | 26 | +9 |

### Panchine da commissario tecnico della nazionale qatariota
| Cronologia completa delle presenze e delle reti in nazionale ― Qatar | Cronologia completa delle presenze e delle reti in nazionale ― Qatar | Cronologia completa delle presenze e delle reti in nazionale ― Qatar | Cronologia completa delle presenze e delle reti in nazionale ― Qatar | Cronologia completa delle presenze e delle reti in nazionale ― Qatar | Cronologia completa delle presenze e delle reti in nazionale ― Qatar | Cronologia completa delle presenze e delle reti in nazionale ― Qatar | Cronologia completa delle presenze e delle reti in nazionale ― Qatar |
| Data                                                                 | Città                                                                | In casa                                                              | Risultato                                                            | Ospiti                                                               | Competizione                                                         | Reti                                                                 | Note                                                                 |
| -------------------------------------------------------------------- | -------------------------------------------------------------------- | -------------------------------------------------------------------- | -------------------------------------------------------------------- | -------------------------------------------------------------------- | -------------------------------------------------------------------- | -------------------------------------------------------------------- | -------------------------------------------------------------------- |
| 31-12-2023                                                           | Al Rayyan                                                            | Qatar                                                                | 3 – 0                                                                | Cambogia                                                             | Amichevole                                                           | 3 Almoez Ali                                                         | Cap: S.Al Sheeb                                                      |
| 5-1-2024                                                             | Al Rayyan                                                            | Qatar                                                                | 1 – 2                                                                | Giordania                                                            | Amichevole                                                           | Akram Afif (rig.)                                                    | Cap: H.Al-Haidos                                                     |
| 12-1-2024                                                            | Al Khawr                                                             | Qatar                                                                | 3 – 0                                                                | Libano                                                               | Coppa d'Asia 2023 - 1º turno                                         | 2 Akram Afif Almoez Ali                                              | Cap: H.Al-Haidos                                                     |
| 17-1-2024                                                            | Al Khor                                                              | Tagikistan                                                           | 0 – 1                                                                | Qatar                                                                | Coppa d'Asia 2023 - 1º turno                                         | Akram Afif                                                           | Cap: I.Mohammad                                                      |
| 22-1-2024                                                            | Doha                                                                 | Qatar                                                                | 1 – 0                                                                | Cina                                                                 | Coppa d'Asia 2023 - 1º turno                                         | Hassan Al-Haidos                                                     | Cap: S.Al Sheeb                                                      |
| 29-1-2024                                                            | Al Khor                                                              | Qatar                                                                | 2 – 1                                                                | Palestina                                                            | Coppa d'Asia 2023 - Ottavi di finale                                 | Hassan Al-Haidos Akram Afif (rig.)                                   | Cap: H.Al-Haidos                                                     |
| 3-2-2024                                                             | Al Khor                                                              | Qatar                                                                | 1 – 1 dts (3 - 2 dtr)                                                | Uzbekistan                                                           | Coppa d'Asia 2023 - Quarti di finale                                 | autorete                                                             | Cap: H.Al-Haidos                                                     |
| 7-2-2024                                                             | Doha                                                                 | Iran                                                                 | 2 – 3                                                                | Qatar                                                                | Coppa d'Asia 2023 - Semifinale                                       | Jassem Gaber Akram Afif Almoez Ali                                   | Cap: A.Ali                                                           |
| 10-2-2024                                                            | Lusail                                                               | Giordania                                                            | 1 – 3                                                                | Qatar                                                                | Coppa d'Asia 2023 - Finale                                           | 3 Akram Afif 3 (rig.)                                                | Cap: H.Al-Haidos 2º titolo asiatico                                  |
| 21-3-2024                                                            | Doha                                                                 | Qatar                                                                | 3 – 0                                                                | Kuwait                                                               | Qual. Mondiali 2026                                                  | 2 Akram Afif Ahmed Al-Rawi                                           | Cap: A.Afif                                                          |
| 26-3-2024                                                            | Al Kuwait                                                            | Kuwait                                                               | 1 – 2                                                                | Qatar                                                                | Qual. Mondiali 2026                                                  | 2 Almoez Ali                                                         | Cap: A.Afif                                                          |
| 6-6-2024                                                             | Al-Hufuf                                                             | Afghanistan                                                          | 0 – 0                                                                | Qatar                                                                | Qual. Mondiali 2026                                                  | -                                                                    | Cap: A.Afif                                                          |
| 11-6-2024                                                            | Al Rayyan                                                            | Qatar                                                                | 2 – 1                                                                | India                                                                | Qual. Mondiali 2026                                                  | Yousef Aymen Ahmed Al-Rawi                                           | Cap: A.Afif                                                          |
| 5-9-2024                                                             | Al Rayyan                                                            | Qatar                                                                | 1 – 3                                                                | Emirati Arabi Uniti                                                  | Qual. Mondiali 2026                                                  | Ibrahim Al-Hassan                                                    | Cap: A.Afif                                                          |
| 10-9-2024                                                            | Vientiane                                                            | Corea del Nord                                                       | 2 – 2                                                                | Qatar                                                                | Qual. Mondiali 2026                                                  | Akram Afif (rig.) Almoez Ali                                         | Cap: A.Afif                                                          |
| 10-10-2024                                                           | Al Rayyan                                                            | Qatar                                                                | 3 – 1                                                                | Kirghizistan                                                         | Qual. Mondiali 2026                                                  | Almoez Ali autorete Ibrahim Al-Hassan                                | Cap: A.Hatem                                                         |
| 15-10-2024                                                           | Tehran                                                               | Iran                                                                 | 4 – 1                                                                | Qatar                                                                | Qual. Mondiali 2026                                                  | Almoez Ali                                                           | Cap: A.Hatem                                                         |
| 14-11-2024                                                           | Al Rayyan                                                            | Qatar                                                                | 3 – 2                                                                | Uzbekistan                                                           | Qual. Mondiali 2026                                                  | 2 Almoez Ali Lucas Mendes                                            | Cap: A.Afif                                                          |
| 19-11-2024                                                           | al-'Ayn                                                              | Emirati Arabi Uniti                                                  | 5 – 0                                                                | Qatar                                                                | Qual. Mondiali 2026                                                  | -                                                                    | Cap: A.Afif                                                          |
| Totale                                                               |                                                                      | Presenze                                                             | 19                                                                   |                                                                      | Reti                                                                 | 35                                                                   |                                                                      |

## Palmarès

### Allenatore

#### Competizioni regionali
- Copa Catalunya: 1

CE Europa: 1997-1998

#### Competizioni nazionali
- Campionato qatariota di seconda divisione: 1

Al-Wakrah: 2018-2019
- Coppa d'Asia: 1

2023